# تريزو سولاده
تريزو سولاده (ميلانو: Trezz [ˈtrɛts]) هي بلدية في مدينة ميلانو الكبرى في إقليم لومباردي الإيطالي، وتقع على بعد حوالي 30 كيلومترًا (19 ميلًا) شمال شرق ميلانو على نهر أدا.
تبدأ قناة نافيجليو مارتيسانا من نهر أدا في أراضي تريزو.
تحد تريزو سول آدا البلديات التالية: كورناتي دادا، بوتانوكو، كابريتي سان جيرفاسيو، بوسناغو، جريزاغو، فابريو دادا.
حصلت تريزو على اللقب الفخري للمدينة بموجب مرسوم رئاسي في 8 يوليو 2008.

## المعالم الرئيسية
المعالم الرئيسية في تريزو هي القلعة الضخمة التي كانت مملوكة لعائلة فيسكونتي في القرن الرابع عشر. كان الجسر محميًا بواسطة آدا من جانبين، وكان به برج مربع بارتفاع 42 مترًا (138 قدمًا) على الجانب الثالث. وكان جسره المحصن (انظر جسر تريزو سول آدا) يبلغ طوله 72 مترًا (236 قدمًا)، وهو أطول جسر يمتد لعدة قرون، وقد بُني على ثلاثة مستويات مختلفة، ويمر على ارتفاع 25 مترًا (82 قدمًا) فوق المياه.

## المدن التوأم
تريزو سول آدا توأمة مع:
- تشيفو، إيطاليا

## روابط خارجية
- الموقع الرسمي لبلدية تريزو سول آدا
- صفحة عن القلعة نسخة محفوظة 1 أكتوبر 2011 على موقع واي باك مشين. بالإيطالية
- صفحة عن الآثار في تريزو بالإيطالية